# 2012년 하계 올림픽 축구
제30회 하계 올림픽 축구 경기는 2012년 7월 25일부터 8월 11일까지 영국에서 열렸다. 지난 대회와 마찬가지로 남자부는 23세 이하 대표팀을, 여자부는 국가대표팀을 출전시켜 대회를 진행시켰다. 남자 대표팀은 23세 초과인 선수를 세 명을 와일드 카드로서 출전시키도록 허용했다.
올림픽 축구에는 남자부는 16개 팀이 진출하게 되고, 여자부는 12개 팀이 토너먼트를 진행하였다. 

## 경기장
| 런던               | 맨체스터           | 카디프                      |
| ------------------ | ------------------ | --------------------------- |
| 웸블리 스타디움    | 올드 트래퍼드      | 밀레니엄 스타디움           |
| 수용인원: 90,000명 | 수용인원: 76,212명 | 수용인원: 68,500명          |
|                    |                    |                             |
| 뉴캐슬             | 글래스고           | 코번트리                    |
| 세인트 제임스 파크 | 햄던 파크          | 시티 오브 코번트리 스타디움 |
| 수용인원: 52,387명 | 수용인원: 52,103명 | 수용인원: 22,609명          |
|                    |                    |                             |

## 참가국

### 남자
| A조 - 영국 - 세네갈 - 우루과이 - 아랍에미리트 | B조 - 멕시코 - 대한민국 - 가봉 - 스위스 | C조 - 브라질 - 이집트 - 벨라루스 - 뉴질랜드 | D조 - 스페인 - 일본 - 온두라스 - 모로코 |

#### 메달
| 종목        | 금     | 은     | 동       |
| ----------- | ------ | ------ | -------- |
| 남자부 축구 | 멕시코 | 브라질 | 대한민국 |

### 여자
| E조 - 영국 - 뉴질랜드 - 카메룬 - 브라질 | F조 - 일본 - 캐나다 - 스웨덴 - 남아프리카 공화국 | G조 - 미국 - 프랑스 - 콜롬비아 - 조선민주주의인민공화국 |

#### 메달
| 종목        | 금   | 은   | 동     |
| ----------- | ---- | ---- | ------ |
| 여자부 축구 | 미국 | 일본 | 캐나다 |